# Allium mareoticum
Allium mareoticum — вид рослин з родини амарилісових (Amaryllidaceae); ендемік північного Єгипту.

## Опис
Цибулина від яйцюватої до довгастої, 15–25 × 8–15 мм. Листків 3–5, гладкі й голі, лінійні, півкруглі в перерізі, порожнисті, лінійні, 5–15 см × 0.5–2.5 мм, верхівка гостра. Стеблин 1–2, круглі в перерізі, порожнисті, 12–30 см завдовжки, 1–4 мм у діаметрі. Суцвіття від скорше нещільного до щільного, від півсферичного до сферичного, багатоквіткове, 2.5–4 см у діаметрі. Квітки від дзвоно- до глекоподібних. Листочки оцвітини білі з рожевою або зеленою серединною жилкою; зовнішні від яйцюватих до довгасто-яйцюватих, 3–4 × 1.5–1.7 мм; внутрішні від зворотно-яйцюватих до довгастих, трохи вужчі. Пиляки жовті. Плоди яйцюваті, ≈ 3 × 2 мм. Насіння ≈ 2 × 1 мм, чорне із золотим блиском.
Період цвітіння: березень — квітень; період плодоношення: квітень — липень

## Поширення
Ендемік північного Єгипту (біля озера Марірет).
Зростає і в низині й на низьких пагорбах. Росте біля берега, на суглинистих і піщаних ґрунтах, на вапнякових пагорбах, а також полях кукурудзи. Висота зростання: 0–100 м.